# Sitio arqueológico El Olivar
El Olivar fue un asentamiento y necrópolis prehispánica, actualmente uno de los yacimientos arqueológicos más importantes de Chile y Sudamérica al contener información de culturas Molle, Ánimas y diaguita, en tiempos pre y postincaicos, con una data de más de 1200 años de antigüedad. 

## Ubicación y extensión
El sitio arqueológico, de naturaleza habitacional y funeraria, es el asentamiento más grande que se conoce para las culturas agroalfareras del norte semiárido chileno. Se emplaza unos 2 km al este de la línea de costa y entre 2 y 4 km al norte de la ciudad de La Serena, en el sector de Las Compañías, en un área que ocupa aproximadamente 35 ha. Gran parte del cementerio se ha destruido con el emplazamiento de cultivos agrícolas a partir del siglo XIX y la construcción de barrios sobre él hace unos 20 años.

## Historia

### Primeros descubrimientos
Las primeras noticias relativas a este asentamiento fueron proporcionadas en 1882 por el investigador José Toribio Medina a fines del siglo XIX, en su obra Los aboríjenes de Chile. Posteriormente, en 1929, el arqueólogo Samuel Kirkland Lothrop, del Museo Nacional de los Indios Americanos de Nueva York, excavó allí 63 sepulturas, hallando restos de 72 individuos humanos y un camélido, además de cinco trincheras con depósitos habitacionales. El trabajo nunca fue publicado, pero los exhaustivos diarios de campo del Lothrop sirvieron como fuente para que, en los años 1950 Mary Shepherd Slusser elaborara su tesis doctoral sobre este sitio, en la cual confirma los registros de Lothrop sobre dos modos de sepultación principales (entierros primarios y secundarios), con la posible agregación de un tercero (cremación). Los entierros primarios sumaron 33, dispuestos en 27 sepulturas; los cuerpos se encontraban en posiciones extendidas o flectadas, depositados en cistas de piedra volcánica o directamente en tierra. Las sepulturas secundarias (o esqueletos desarticulados), en tanto, ascendieron a 24 sepulturas, con 32 esqueletos.

### Investigaciones de Cornely
En 1935, Francisco Cornely entregó la ubicación de 20 sitios correspondientes a la cultura diaguita, con agrupaciones superiores a 100 sepulturas cada una. Hacia 1947, con el nuevo trazado de la Carretera Panamericana proyectado durante el Plan Serena, quedaron al descubierto numerosos restos que confirmaron la presencia de una gran necrópolis.
Gran parte de los individuos contenía en su ajuar objetos que describían su profesión dentro del grupo o clan. Así, el alfarero tenía piedras de bruñir y colores (blanco y rojo) en pedazos compactos, un recipiente pequeño con tres patas donde mezclaba los colores. El metalurgo, fundidor de cobre, conservaba en sus pertenencias un crisol. El fabricante de herramientas de piedra tenía piezas de cuarzo, de cristal, pedernal o sílex, y a veces una herramienta de cobre en forma de cincel. El fabricante de anzuelos lucia un gran muestrario de ellas, de diferentes tamaños entre los 9 a 2 cm. Contenía también un anzuelo con la punta bifurcada, los anzuelos eran de cobre, lisos y sin barba. También se encontraron barras de hueso que servían para doblar hilos de cobre con los cuales se armaban los anzuelos.
Cornelly destaca que al iniciar sus investigaciones en el cementerio, lamentablemente, gran parte de las tumbas habían sido saqueadas por los trabajadores agrícolas quienes destruían los vestigios para buscar supuestos tesoros. Las piedras lajas de las tumbas diaguitas eran reutilizadas para pavimentar veredas y patios en viviendas cercanas. La cerámica en general era despreciada, siendo destruida en el proceso de saqueo.
La mayoría de las piezas y osamentas encontradas por Cornelly en El Olivar junto a otras de la región fueron enviadas entre 1941 y 1946 al Museo de Historia Natural de Concepción. Esta colección consta de 150 objetos de alfarería diaguita, en la que destacan escudillas o pucos, platos, jarros patos y zapatos.

### Últimos años
A inicios del siglo XXI, con el crecimiento urbano de La Serena se han encontrado esporádicamente cuerpos y restos cerámicos con la instalación de nuevos barrios sobre el cementerio. A mediados del año 2015, en el contexto de la ampliación de la Ruta 5 entre La Serena y Vallenar que pasaría por el sitio El Olivar, el sector tomó relevancia nacional con la aparición de numerosas osamentas prehispánicas. En julio de 2015 se iniciaron las investigaciones con un grupo de 30 arqueólogos dirigidos por los profesionales Gabriel Cantarutti y Paola González, además de un equipo de antropólogos físicos y conservadores sobre un acotado sector de 300 m². Estas investigaciones han podido recuperar y conocer la existencia de varios asentamientos sobrepuestos en el tiempo desde la época de la cultura Molle (300 - 800) hasta la Cultura Diaguita-Inca (inicios del siglo XVI). De las 35 ha del cementerio solo se estudiaron un área de 380 m de largo por 50 m de ancho, los 452 pozos de sondeo que fueron realizados dejaron al descubierto más de 200 restos humanos, camélidos y canes. Además vestigios de recintos habitacionales, excepcionales objetos de oro e instrumentos musicales correspondientes a la cultura Ánimas y la osamenta de un chamán junto a sus artefactos religiosos.

## Preservación
Paola González, una de las arqueólogas encargadas del sitio, confirma que en él lugar se podrían encontrar más de mil cuerpos, dilatando la inauguración de este tramo de la carretera por 4 años. Frente a este panorama, el Ministerio de Obras Públicas (MOP) ha pensado en la instalación de un viaducto sobre pilotes o una franja lateral para habilitar el tránsito de vehículos.
Autoridades como el Alcalde de La Serena Roberto Jacob y el diputado Raúl Saldivar se han mostrado a favor de un Museo de Sitio para lograr preservar este centro patrimonial e identitario de la Región de Coquimbo.
En septiembre de 2016 se suspendieron las investigaciones por parte de la empresa Sacyr, a la espera de una resolución respecto al destino de la necrópolis de El Olivar, arriesgando fuertes multas por parte del MOP.
El sitio en la actualidad es custodiado por el Museo Arqueológico de La Serena, sin embargo, lo descubierto hasta el momento excede la capacidad física del recinto.